# Београд између два светска рата
Београд између два светска рата се убрзано модернизовао и прихватао западноевропске моделе живота. Београд, као престоница Краљевине Југославије, је добио статус политичког, привредног, административног и културног центра државе. У њега се у том периоду досељавало становништво из унутрашњости Србије, али и из других крајева Југославије. Оријентална варош је у врло кратком периоду модернизована, и на новим темељима је ницао потпуно нови град. Улицама су се кретали луксузни аутомобили, а из ноћних барова се чула џез музика.

## Период после Првог светског рата
Међуратни Београд је био изложен великим миграцијама становништва. Број становника главног града се попео од 111.739 према попису из 1921, до око 320.000 пред избијање Другог светског рата. Од 289 хиљада становника 1931, око једне петине су били радници, тј. заједно са члановима породица, више од трећине становништва су припадали радништву.
Београд је желео да што више подсећа на друге велике западноевропске престонице. Отварају се француска и енглеска обданишта, а у књижарама се појављују књиге на француском и енглеском језику. Оно што није могло да се нађе у књижарама, могло је да се наручи поштом из Париза.

### Културни процват
Најпопуларније светске звезде и уметници су гостовали у Београду, као што су балерина Ана Павлова, пијаниста Артур Рубинштајн, индијски песник Рабиндранат Тагор, плесачица Џозефина Бејкер, холивудска звезда Долорес дел Рио. У том периоду, Београђани су у Народном позоришту слушали Моцартова дела која су изводила Берлинска опера и певачи Миланске скале, и гледали Хамлета у интерпретацији енглеских позоришних трупа.
Музеј кнеза Павла је отворен 1935. Градски дом културе отворен је 22. децембра 1940. у Кнегиње Љубице 1.
У 1935. било је 13 звучних биоскопа са 8.498 седишта. Београђани су волели филмове из разних земаља. Били су "одушевљени" руским филмовима, које пропусти цензура, али често се дешавало да се не могу приказивати због "испада" и "манифестација".

### Развојурбанизма
Већ у првих десетак година после Првог светског рата, Београд се много променио. Многе улице су добиле нов изглед, а неке су проширене. Уместо старих кућа су дизане нове вишеспратнице и палате. На местима дојучерашњих њива и ледина су стварани нови делови града. Током 1923. је направљен нови Генерални урбанистички план. Тада је први пут у београдској историји изнет план да се град прошири на леву обалу Саве, Велико ратно острво и на Аду Циганлију, која би била претворена у спортско-рекреативну зону. Већ тада је простор на коме би касније настао Нови Београд сматрано за простор за нови град будућности.
Центар града изгледао је европски. На то је највише утицало подизање низа зграда јавне намене, као што су факултети око Капетан Мишиног здања, Коларчевог народног универзитета, зграда САНУ, Универзитетске библиотеке, комплекса универзитетских клиника, Београдског сајма, Главне поште и низа других зграда. Град се шири и у правцу Дедиња и Топчидера. На просторима на којима су некад били виногради, сада су ницала елитна насеља са луксузним вилама.
Кнез Михајлова улица је од кривудавог, сокака у међуратном периоду постала трговачки центар града. Та улица је постала улица пуна луксузних радњи и уређена главна улица. Симбол модерног Београда постају и Теразије, преко кога је сад спроведен трамвајски саобраћај. Писац Бошко Токин забележио је:
| „ | Светлосне рекламе блеште. И још само кошава квари расположење. Код Москве свира џез, а код Такова и Шишка мезетишу се српски специјалитети. | ” |

Шеталиште се пружало од почетка Кнез Михајлове улице до зграде САНУ-а. Та граница је важила само за млађе шетаче, док су остали одлазили до Калемегдана. После пет сати поподне, ова улица је била затворена за саобраћај и коришћена је као шеталиште. Због појачаног саобраћаја неке улице, као што су Призренска, Бранкова, Васе Чарапића и Узун Миркова, су проширене, а отварају се и нове, као што су Влајковићева, Мајке Јевросиме, Палмотићева и Кнез Милетина (данашња Булевар деспота Стефана). Тако се стварају нови стамбени квартови и шири се центар града.
Градња хвата замах од 1921, када је издато 538 дозвола за грађење, према 81 претходне године (додуше у тим годинама је довршено 117 одн. 28 зграда). Од 1918. до 1939. град је порастао са 309 на 1.680 улица, површина модерне калдрме са 53.000 на 1.864.000 квадратних метара, што обухвата и асфалтирање (Дечанска, Поенкареова, Краљев трг, део Скопљанске/Пашићеве), тако да је 240 од 300 км уличне дужине било калдрмисано. Због великог ширења града, површина под турском калдрмом је 1921-1936. такође увећана, са 818.000 на 960.000 кв.м., као и некалдрмисана површина, са 857.000 на 970.000 кв.м. (у овом пресеку било је 1.720.000 квадрата модерне калдрме).
За 20 година у граду је подигнуто 7.971 (стамбена) зграда вредности око 4 милијарде динара. Две трећине су биле "зграде са приземљем", 601 зграда са централним грејањем и око 700 са лифтовима. Од касних '30-тих се подижу и вишеспратнице, са већим становима, с више од три собе, одн. с друге стране зграде са гарсонијерама.
Станови су често били тесни и нездрави, по једној тврдњи 82 одсто Београђана је имало станове са једном собом. Грађени су раднички станови, нпр. 20 кућа са 114 станова на Северном булевару 1938. Негде до 1937. електрична енергија је била прескупа, па су се и мали апарати сматрали луксузом, због чега је Дирекција осветљења увела нове тарифе. Крајем '30-тих се знатно проширила употреба електричне енергије у домаћинству, почетком 1940. се говори о 3.500 Београђанки које се служе "термичком струјом" - посебном тарифом на коју се претплаћивало и која је била много јефтинија од оне за осветљење. Иначе, енергенти за кување и грејање су по правилу били дрво и угаљ.
Београдски атар је прошириван, па од новембра 1934. има 17 квартова уместо 14. Проширен Земуном и околним селима, био је "највећи на свету", међутим већ у мају 1935. села су искључена а Земун је остао (села су ипак укључена у смислу полицијског делокруга). Пошта је препоручивала да се на адреси пошиљке означи и број кварта, који је био означен и на табли са именом улице.
Општинско купатило се налазило код Шест топола, оправљено је и проширено 1938, за капацитет од 5.000 купача у једној од две "смене".
Грађевински правилник из 1934. се противио облакодерима.

### Модерна београдска архитектура
Највећи број јавних зграда је грађен у стилу еклектицизма или академизма. Најпознатији примери су зграде Универзитетске библиотеке, Министарства финансија, Министарства саобраћаја и многи факултети. Најскладнија архитектонска целина је изграђена у Улици кнеза Милоша, са низом зграда изграђених за министарства, које су изграђене након Првог светког рата.
У исто време се појавио покрет који је хтео да наметне модерну архитектуру, по угледу на стилове из средње Европе, највише Чешке и Немачке. Група архитеката из тог покрета је полако преузео примат што се тиче архитектуре будућег Београда. Најзначајнији објекти овог стила је зграда Дечје клинике у Тиршовој и Астрономска опсерваторија Јана Дубовија.
Као круна развоја архитектуре Београда између два рата је изградња Палате Албанија. На њеном месту је била ниска оронула зграда кафане Албанија, која је подигнута средином деветнаестог века. Сукоб старог оријенталног Београда, који је био представљен кроз задимљену кафану Албанија, и модерног Београда, завршио се рушењем старе зграде кафане Албаније, и изградње палате у модернистичком стилу. Ова прва модерна вишеспратница у тадашњем Београду, уједно је била и највиша зграда на Балкану.

### Здравство
- Ортопедски завод је основан у марту 1919. - данашње "Рудо".[22][23]
- Антитуберкулозни диспансер је отворен 1920/21. на Зеленом венцу.[24]
- Нудиљска школа основана 1921 (школовање медицинских сестара)[25]
- Меморијална болница за жене и децу на путу Топчидер-Бањица - камен темељац у октобру 1922,[26], прорадила 1930.[27]
- Универзитетска дечја клиника је основана 1924, зграду је добила 1940-41.
- Железничка амбуланта, 1925.[28]
- Завод за лечење радијумом, основан 1932.[29]
- Данашњи Клиничко-болнички центар Звездара потиче од болнице која је основана 1935, средствима Николе Спасића.
- Општинска поликлиника је 1935. смештена у санаторијуму "Живковић" у Крунској.[30]
- Општинско породилиште је отворено 1937. у Средачкој на Старом Ђерму.[31] Гинеколошко-акушерска клиника Београдског универзитета је крајем 1938. издвојена из оквира Опште државне болнице.[32]
- Друштво за заштиту и васпитање деце добило је дом у Охридској 16.[33]
- Енглеско-југословенска дечја болница је радила у Београду од 1919. до 1934. када је пресељена у Сремску Каменицу.[34][35] Друштво "Српска мајка" је имало диспанзер за сиромашне бебе и интернат за мало одраслију децу у Бранковој 17.[36] Дечје прихватилиште у Звечанској ради од 1938. Претходно је Материнско удружење, од 1927, имало дом на углу Краља Милутина и Милоша Поцерца.[37]
- Дезинфекциони завод, у близини кафане "Мостар", прорадио је 1935.[38][39]
- Општа поликлиника за кожне и венеричне болести добила је зграду у Ђорђа Вашингтона у марту 1938.[40] (раније је постојала амбуланта у Александровој[30], одн. раних '20-тих у Дечанској 24 па Видинској 1[41]).
- Институт за хигијену анималних производа 1939, у ул. Принца Павла.[42]
- Клиника кнеза Павла за изучавање и лечење рака у Пастеровој,[43], први пут грађена 1939-40, данашњи је Институт за онкологију и радиологију Србије (зграда је страдала у бомбардовањима 1941. и '44).
- Нова зграда Клинике за женске болести - темељац освећен у августу 1939.[44]
- Болница Београдске трговачке омладине у Звечанској 9, задужбина породице Кики, ради од 1940, тада је описана као најмодернија у граду[45] (у њој је касније ВМА, од јуна 1985. клиника за пластичну хирургију).

Од 2.424 умрлих 1922. у граду, било је 791 дете, 991 мушкарац, 642 жене. У "туберкулозној вароши" те године се највише умирало у јулу и априлу, највећа смртност је након деце била у старости 20 - 30 година.
Од 1920-тих до половине 1930-тих просечни животни век Београђана се повећао са 32,3 и 34,8 за мушкарце одн. жене на 45 и 49,8 година; знатна али опадајућа смртност је била последица туберкулозе, смањила се и смртност одојчади. Ипак и 1938. главни узрок морталитета у Београду била је туберкулоза: 772 од 3413 умрлих (23%), најчешће у пролеће и јесен, често младићи од 20 до 25 година. За неке професије се каже да искључиво умиру од туберкулозе: шегрти (већ у 12. години), кафанске певачице (20-тој), бакали, монтери, часовничари, штрикерке, вајари и апотекари (47. години живота). Половином 1930-тих, деца млађа од 14 година су чинила 29% свих умрлих.
Била је присутна маларија, на Дунавској и Савској падини, а 1939. се проширила на све делове града, када је, по једном мишљењу, Београд био "најмаларичнији град у Европи".
Услед неисправне бунарске воде на периферији, у 1929. је било 500 случајева тифуса (по другом чланку 800 случајева 1928, у Малом Мокром Лугу и насељу Краља Александра). Коју годину касније, од 2.000 бунара на периферији, три четвртине су биле неисправне (у поређењу са Земуном, где је било 5% неисправних од 600 бунара).
Саобраћај са суседним селима је могао донети шугу у град, као и долазак грађевинских радника из свих крајева земље, од чега је крајем '30-тих обољевало 13.000 годишње - говорило се о епидемији. У 1940. је предвиђено да се уз Поликлинику за кожне и венеричне болести у Кнеза Павла подигне и станица за лечење шуге, чиме се иначе бавио Дезинфекциони завод.

### Саобраћај
Подигнути су Мост краља Александра преко Саве и мост Краља Петра II преко Дунава. У 1936. било је 310.000 становника и 125 трамваја који су превозили 82% путника; моторних возила свих врста је било око 8.000. Две године касније у граду има 2.530 путничких и 582 теретна аутомобила
Прве пробе са аутобуским саобраћајем су прављене 1925, а редован почиње половином 1928. на линији Калемегдан-Теразије-Савинац са пет возила. Крајем 1940. било је 13 линија са 42 велика аутобуса, који су превозили 62.000 путника дневно.
Главна поштанска ауто-гаража, "највећа гаража на Балкану", настала је априла 1932, између Јужног булевара и Краља Звонимира (касније Огњена Прице па Ђорђа Вајферта).
Зграде железничких станица "Шаран" и "Кланица" ("Доњи Град" и "Дунав") грађене су 1935.

### Школство
У школској години 1934/35 на подручју Управе града Београда било је 69 забавишта и основних школа (+ 4 у односу на прошлу), 22.922 ученика (+ 1.147) и 678 учитеља (+ 59). Одн. било је 27 засебних школа са 256 учионица, а ђака је било 16.768 у 373 одељења, тако да је само 139 одељења имало "нормалну, преко целог дана наставу".
У истој школској години било је 16 гимназија (+1) са 12.391 учеником (+ 1.034).
Високе школе и факултети основани између два рата, не рачунајући одсеке ранијих факултета:
- Краљевска уметничка школа у Београду (1919-37)
- Пољопривредни факултет (1919)
- Православни богословски факултет (1920)
- Медицински факултет (1920)
- Ветеринарски факултет (1936)
- Висока школа за економију и трговину (1937), претходница Економског факултета
- Музичка академија (1937), претходница Факултета музичке уметности
- Уметничка академија (1937), претходница Факултета ликовних уметности
- Средња школа за примењену уметност (1938), претходница Факултета примењених уметности
- Школа за телесно васпитање (1939), претходница Факултета спорта и физичког васпитања...

Изграђени су: Универзитетска библиотека (1926), Студентски дом краљ Александар I (1928), Зграда Техничког факултета (1931), дом за студенткиње у ул. Краљице Марије, дан. дом "Вера Благојевић" (1936), Зграда Правног факултета (1940)....

### Привреда
Значајно је угоститељство: пред рат се помиње да у граду има 476 гостионица, 209 кафана, 24 хотела, 19 ресторана, 544 бифеа и великопродавница алкохолних пића. Крајем '30-тих су се умножили и "здрављаци", продавнице млека и млечних производа, који су били пријатније место за жене. У Београду се пило 9.000.000 литара (вина?) са или без плаћене трошарине, 6.000.000 литара пива, 2.000.000 ракије и 15.000.000 млека. На другом месту се каже да град има 15 пијаца и две и по хиљаде угоститељских радњи, "бифеа, крчми, народних кухиња, радњи с млеком, 'здрављака', хотела, ресторана, кафана, гостиона, пансиона, мензи...", с распоном понуде од ручка за пола динара до јеловника са стотину врста јела, где је нпр. кладовски кавијар стајао 45 динара за порцију.
Предратно развијено рибарство је знатно опало услед неколико разлога: конкуренција гајене и морске рибе из бивших аустроугарских крајева, исушивање риболовних ритова ради добијања плодне земље, укидање рибарског еснафа, излов ситне рибе за мамце на струковима...
Број индустријских предузећа је од 1919. до 1935. порастао са 67 на 173, чему треба додати и 40 предузећа у Земуну. У потоњој години било је 30 предузећа металургијске индустрије, 22 текстилне, 17 хемијске итд. Број упослених радника је премашивао 25.000. На другом месту се каже да у граду од 340.000 становника (1938), има 53.700 регистрованих радника, у које су урачунати и 8.000 кућних помоћница и преко 4.000 припадника слободних професија. Радника је у занатским радионицама 1936. било 18.000 а индустријских 12.000, али производња је била већа у индустријским предузећима. "Акциски капитал" око 200 предузећа те године је износио око 800 милиона динара, једну петину југословенског; резерве су износиле 950 милиона, једну трећину југословенских. Крајем 1937. постоји 5.224 занатске радње, највише има обућара, кројача и пекара. Закључује се да је ово "великим делом варош чиновника и осталих државних и јавних службеника, затим варош пензионера и донекле варош кућевласника-рентијера".
Београдски сајам је отворен 1937.

### Криминал
У 1936. извршено је 20 убистава, више него у ранијим годинама.